# Karl von Martini
Karl Ritter von Martini (München, 20. siječnja 1855. – 13. kolovoza 1935.) je bio njemački general i vojni zapovjednik. Tijekom Prvog svjetskog rata zapovijedao je II. bavarskim korpusom na Zapadnom bojištu. 

## Vojna karijera
Karl von Martini rođen je 20. siječnja 1855. godine u Münchenu. Sin je Bernharda Martinija, inače poručnika u bavarskoj vojsci, i Anne Martini rođene Foringer. Martini je u bavarsku vojsku stupio 1876. godine služeći u 1. bavarskoj pješačkoj pukovniji smještenoj u Münchenu. Čin poručnika dostigao je u travnju 1886. godine, dok je u čin satnika unaprijeđen u svibnju 1891. godine. U 1. bavarskoj pješačkoj pukovniji služio je do 1893. godine kada prelazi na službu u bavarski Glavni stožer. U istome služi do 1896. kada postaje načelnikom stožera 5. bavarske divizije. U ožujku iduće 1897. godine promaknut je u čin bojnika, te služi u stožeru II. bavarskog korpusa koji je imao sjedište u Würzburgu.
U ožujku 1901. unaprijeđen je u potpukovnika, te od te iste godine služi u 12. bavarskoj pješačkoj pukovniji. U navedenoj pukovniji nalazi se na službi do travnja 1903. godine kada je imenovan zapovjednikom 12. bavarske pješačke pukovnije. Istodobno s tim imenovanjem promaknut je u čin pukovnika. U listopadu 1905. postaje zapovjednikom 3. bavarske pješačke brigade, te je unaprijeđen u čin general bojnika. Dužnost zapovjednika 3. bavarske pješačke brigade obnaša do kolovoza 1909. kada je imenovan zapovjednikom 6. bavarske pješačke divizije sa sjedištem u Regensburgu uz istodobno promaknuće u čin general poručnika. U travnju 1912. postaje zapovjednikom II. bavarskog korpusa sa sjedištem stožera u Würzburgu na kojoj dužnosti dočekuje i početak Prvog svjetskog rata. Istodobno je unaprijeđen i u čin generala pješaštva.

## Prvi svjetski rat
Na početku Prvog svjetskog rata II. bavarski korpus nalazio se u sastavu 6. armije kojom je na Zapadnom bojištu zapovijedao bavarski princ Rupprecht. Zapovijedajući navedenim korpusom Martini sudjeluje u Bitci u Loreni, te u bitkama poznatim pod nazivom Trka k moru. Martini je II. bavarskim korpusom zapovijedao do studenog 1914. kada je umirovljen. Reaktiviran je pred kraj rata kada je u rujnu 1918. imenovan privremenim zapovjednikom I. bavarskog korpusa sa sjedištem u Münchenu.

## Poslije rata
Nakon završetka rata Martini se ponovno umirovio. Preminuo je 13. kolovoza 1935. godine u 81. godini života. Od kolovoza 1894. bio je oženjen s Klarom Straub s kojom je imao jednu kćer.

## Vanjske poveznice
(eng.) Karl von Martini na stranici Prussianmachine.com

(njem.) Karl von Martini na stranici Deutschland14-18.de